# Mount Fenton
Mount Fenton är ett berg i Antarktis. Det ligger i Östantarktis. Nya Zeeland gör anspråk på området. Toppen på Mount Fenton är 2 480 meter över havet, eller 526 meter över den omgivande terrängen. Bredden vid basen är 11,4 km.
Terrängen runt Mount Fenton är huvudsakligen kuperad. Trakten är obefolkad. Det finns inga samhällen i närheten.